# 阿約帕亞

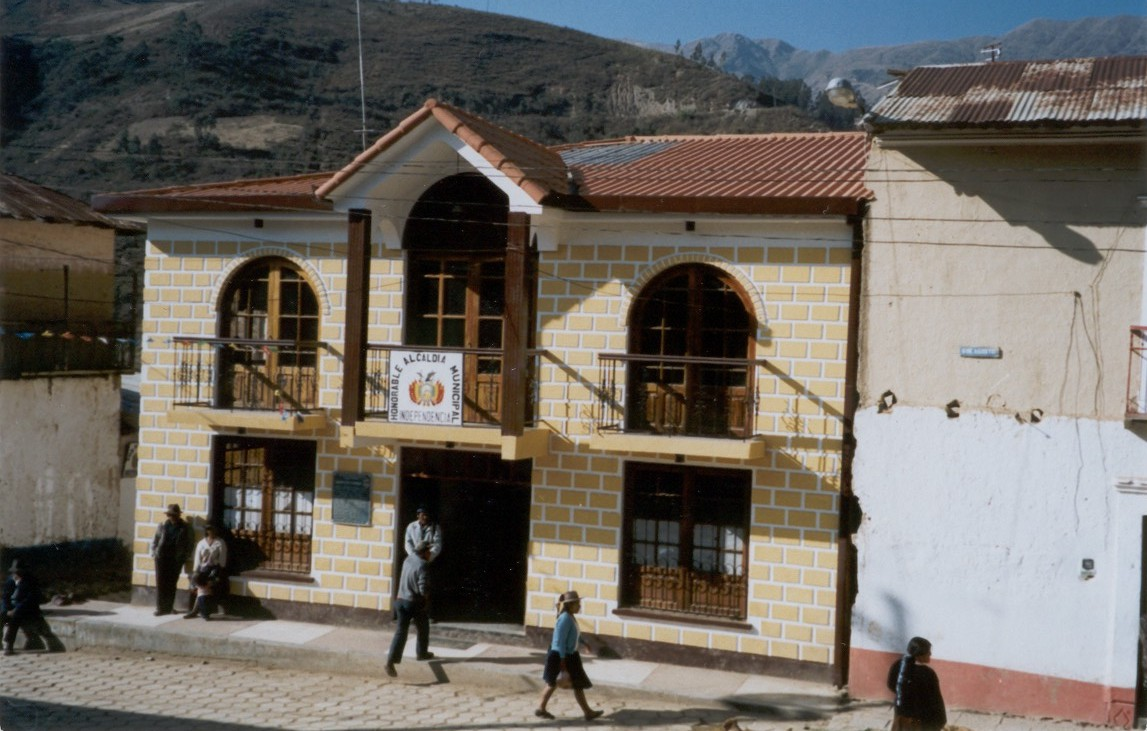

阿約帕亞是玻利維亞的城鎮，位於該國中西部，由科恰班巴省負責管轄，距離首府科恰班巴164公里，海拔高度2,633米，每年平均降雨量約750毫米，2012年人口2,850。

## 外部連結
- Map of Ayopaya Province